# Xã Moorhead, Quận Clay, Minnesota
Xã Moorhead (tiếng Anh: Moorhead Township) là một xã thuộc quận Clay, tiểu bang Minnesota, Hoa Kỳ. Năm 2010, dân số của xã này là 169 người.